# Slieve Mish
Slieve Mish (irl. Sliabh Mis) – pasmo górskie w hrabstwie Kerry w południowo-zachodniej części Irlandii. 
Slieve Mish rozpoczyna się we wschodniej części półwyspu Dingle i ciągnie się około 19 km na zachód, gdzie przechodzi w ciąg niższych wzgórze oraz dolin rzecznych, oddzielający pasmo od nienazwanych gór w centralnej części półwyspu. Szerokość pasma wynosi jedynie około 7 km. Od północy opada do zatoki Tralee, a od południa do zatoki Dingle.
Najwyższym szczytem jest Baurtregaum (Barr Trí gCom, 851 m n.p.m.). Pozostałe to m.in.:
- Caherconree (Cathair Conraoi, 835 m n.p.m.)
- Gearhane (An Géarán, 792 m n.p.m.)
- Glanbrack Mountain (664 m n.p.m.)

Góry zbudowane są głównie z dewońskiego piaskowca (Old Red Sandstone). Występują również formacje skalne z ordowiku i syluru. W północnej części wzgórza poprzecinane są polodowcowymi dolinami rzecznymi o stromych stokach, np. Derrymore Glen.
Na obszarze gór dominują wrzosowiska oraz, w mniejszym stopniu, torfowiska. Suche i mokre wrzosowiska oraz kwaśne łąki dominują w dolnych częściach gór, zaś górne stanową głównie suche wrzosowiska.